# Gary Mabbutt
Gary Vincent Mabbutt (Bristol, Inglaterra, 23 de agosto de 1961) es un exfutbolista inglés, se desempeñaba como defensa, siendo un jugador muy versátil, capaz de jugar también como mediocampista. En total jugó más de 600 partidos en la Premier League y disputó 16 partidos con la selección de fútbol de Inglaterra.

## Clubes
| Club              | País       | Año         | Partidos | Goles |
| Bristol Rovers    | Inglaterra | 1979 - 1982 | 131      | 10    |
| Tottenham Hotspur | Inglaterra | 1982 - 1998 | 482      | 27    |

## Palmarés
Tottenham Hotspur FC
- FA Cup: 1991
- Copa de la UEFA: 1984

- Datos: Q716756
- Multimedia: Gary Mabbutt / Q716756